# Бок о бок (фильм)
«Бок о бок» (англ. Side by Side) — документальный фильм режиссёра Кристофера Кеннилли, вышедший на экраны в 2012 году. Продюсерами выступили Джастин Шласа и Киану Ривз. Премьера состоялась на 62-м Берлинском международном кинофестивале, а также на кинофестивале «Трайбека».

## Сюжет
Авторы фильма исследуют вопрос о том, какие изменения в киноискусстве производит развитие современных технологий. Прослеживается постепенное проникновение цифровых технологий в сферу кинопроизводства, рассказывается о том, как всё большее количество режиссёров и операторов отказывалось от работы с пленочными камерами в пользу цифровых, начинали использовать цифровой монтаж и визуальные эффекты. Этот сложный переходный процесс сопровождался изменениями в отношении кинематографистов к своей работе и в отношении зрителей к кинопродукции. Хорошо это или плохо? Чтобы услышать разные точки зрения на эту проблему, ведущий и продюсер фильма Киану Ривз встречается с режиссёрами Джорджем Лукасом, Джеймсом Кэмероном, Мартином Скорсезе, Дэвидом Финчером, Кристофером Ноланом, Дэнни Бойлом, Дэвидом Линчем, Робертом Родригесом, Ланой и Энди Вачовски, операторами Энтони Дод Мэнтлом, Михаэлем Балльхаусом, Анджеем Бартковяком, Вилмошем Жигмондом, Майклом Чапманом и многими другими деятелями киноискусства.